# Kodeks 0133
Kodeks 0133 (Gregory-Aland no. 0133) ε 83 (Soden) – grecki kodeks uncjalny Nowego Testamentu na pergaminie, paleograficznie datowany na IX wiek. Rękopis jest przechowywany jest w British Library (Add. 31919) w Londynie.

## Opis
Do dziś zachowało się 29 kart kodeksu (33 na 26 cm) z tekstem Ewangelii Mateusza (1,1-14; 5,3-19; 23,9-25,30; 25,43-26,26; 26,50-27,16) Ewangelii Marka (1,1-43; 2,21-5,1; 5,29-6,22; 10,51-11,13).
Tekst pisany jest dwoma kolumnami na stronę, w 20 linijkach w kolumnie, wielką uncjałą.

## Tekst
Grecki tekst kodeksu przekazuje Tekst bizantyński. Kurt Aland zaklasyfikował go do kategorii V.

## Historia
Aland datował kodeks na IX wiek. W ten sam sposób datuje go obecnie INTF.
Rękopis został odkryty przez w 1881 przez Abbotta oraz Mahaffy'ego w Blenheim.
Puttick zakupił go w 1882 roku dla British Museum.
Gregory w 1908 roku dał mu siglum 0133.
Rękopis cytowany jest w krytycznych wydaniach greckiego Nowego Testamentu (NA26, NA27). W NA27 cytowany jest jako świadek pierwszego rzędu.